# Юдей Боумен
Юдей Луї Боумен (англ. Euday Louis Bowman; 9 листопада 1887 — 26 травня 1949) — американський піаніст і композитор регтайма і блюзу, представник стилю Техаський регтайм. Його в основному пам'ятають як композитора успішного «Регтайму Дванадцятої вулиці» 1914 року із серії регтаймів, присвячених різним вулицям, які Боуман написав у період, коли він працював піаністом у дорогих борделях Канзас-Сіті. 

## Біографія
Юдей Боуман народився і жив в окрузі Таррант, Техас. Місцевість, спочатку названа Боумен-Спрінгс на честь його діда, була перейменована на Уебб у 1895 році і зараз знаходиться в передмісті Форт-Уорт. Його батьки розлучилися, коли він був молодий, і його мати переїхала з сім'єю у Форт-Уорт. Його мати і сестра були викладачками фортепіано.
Хоча багато джерел вказують, цо він втратив ногу, коли намагався застрибнути на потяг, насправді ця подія сталася з його двоюрідним братом і призвела до процесу, який закінчився у Верховному суді Техасу.
В підлітковому віці та на початку двадцятих років, Боуман подорожував в якості піаніста. Боуман також був організатором популярних оркестрів. Він жив разом зі своєю сестрою, міс Мері М. Боуман, яка написала частину Регтайму Дванадцятої вулиці. Боуман продав авторські права на мелодію всього за $100. Багато років пізніше він відновив авторські права, але на той час вже існувало багато успішних інтерпретацій таких виконавців, як Луї Армстронг (1927), Бенні Мотен (1927), Дюк Еллінгтон (1931), і Пі Ві Хант (1948), і Боумен вже не міг претендувати на ці гроші. 

## Авторські права
Твори Боумена наразі ще не належать до суспільного надбання. Вони були розподілені між багатьма непрямими нащадками, аж поки у 2013 році два нащадки не викупили їх через аукціон.